# Playa del Espigón Juan Carlos I
La Playa del Espigón es la única playa situada en el término municipal de la ciudad de Huelva (Andalucía, España) y se encuentra situada dentro del paraje natural, reserva de la biosfera, de Marismas del Odiel. 

## Características
Por sus características peculiares se conforma en torno a un ecosistema dunar muy adverso (suelo arenoso y móvil, pobre en nutrientes y con alto contenido en sales) y expuesto a fuerte insolación. Se encuentra abierta al baño pero dispone de zonas de acceso limitado y no hay ninguna edificación.
Surgió a raíz de la construcción del Dique Espigón Juan Carlos I de entrada a la ría de Huelva. Por el lado norte da a la ría y al polo químico y por el sur con el océano Atlántico, que es la zona de la playa propiamente dicha.
- Vegetación: grama marina, barrón, cardo marino, algodonosa, lirio de mar, oruga marina, barrilla pinchosa y polígono marino.
- Longitud: 2500 metros.
- Anchura: 40 metros.